# Kasteel van Bokhoven
Het Kasteel van Bokhoven was een kasteel in Bokhoven, in de Nederlandse provincie Noord-Brabant. Het bevond zich aan de huidige Gravin Helenastraat 2.

## Bouw
De precieze datum van de stichting van het kasteel is niet bekend, maar ligt ergens in de 14e eeuw. Mogelijk omstreeks 1365 werd het gebouwd, toen de heerlijkheid Bokhoven een leen werd van het prinsbisdom Luik en zo een buffer vormde tussen het graafschap Holland, het hertogdom Brabant en het hertogdom Gelre. De bouw geschiedde mogelijk door Jan Oem van Arkel. Deze had de heerlijkheid van Arnoud van Herlaar gekocht. In 1392 werd door Jan Oem een kapel in het kasteel gesticht, wat de status ervan verhoogde.

## Gelderse Oorlogen
In 1498 had het kasteel te lijden onder de Geldersen, nadat de toenmalige heer, Jan van der Aa, in de Gelderse Oorlogen partij voor de Habsburgers had gekozen. Aldus werd Jan door Maximiliaan van Oostenrijk bevorderd tot ridder in de Orde van het Gulden Vlies en in 1499 werd de heerlijkheid bevorderd tot baronie. De daaropvolgende jaren moesten er echter heel wat herstelwerkzaamheden aan het kasteel worden uitgevoerd. In 1540 overleed Jan van der Aa.

## Immerseel
In 1570 kwam het kasteel aan het geslacht Van Immerzeel en in 1640 werd de baronie tot graafschap verheven en werd Engelbert II van Immerseel de eerste graaf. Hij overleed in 1652 en werd begraven in de kerk van Bokhoven. Het grafmonument van Engelbert II en zijn vrouw Hélène de Montmorency werd in 1650 vervaardigd door Artus Quellinus. Ondertussen bleef Bokhoven een onafhankelijke enclave binnen de Republiek der Verenigde Nederlanden. Het kasteel groeide uit tot een groot gebouw. Een inventarislijst uit 1624 laat zien dat alleen de voorburcht al 44 ruimten bevatte. Het kasteel bestond uit een zware donjon, een zaalgebouw van circa 5 x 9 meter, een binnenplaatsje met waterput en een aanzienlijk poortgebouw.

## Fransen
Het kasteel heeft daarna sterk geleden, onder meer door de Franse legers die in 1672 binnenvielen. Deze hadden het kasteel doen opspronghen, zodat het selve casteel niet alleenlijk en is onbewoonbaar, maar geheel ligt in ruwiene. Slechts de neerhof bestond nog, maar deze was heel wankelbaer en slecht. Uiteindelijk waren er geene andere overblijfselen meerder overig als alleen de poort boven welken een kamer is, die tot vergaderplaats der Regenten van 's Graavschap wordt gebruykt ende noch twee torens, mitsgaders de graften. De graaf, Thomas Ignatius van Immerzeel was met zijn vrouw, Magdalena 't Serclaes de Tilly, vertrokken naar het Kasteel van Loon op Zand, alwaar hij ook de heer was.
Blijkbaar werden de gebouwen daarna weer hersteld, want in 1702 wordt gemeld dat graaf Charles van Immerzeel met syn persoon, bedienden, paarden en gehelen treyn residentie houdt op het kasteel. Ook in 1794 verbleef de graaf, Anne Lodewijk Alexander de Montmorency, prins van Robecq, op het kasteel. In 1794 echter werd het kasteel, en nu voorgoed, door de Fransen verwoest.

## Heden
Tegenwoordig resteert van het kasteel slechts nog een deel van de noordelijke buitenmuur van de voorhof. Dit is geklasseerd als rijksmonument. Archeologisch onderzoek bracht de fundamenten van het kasteel aan het licht, maar deze zijn tegenwoordig niet meer zichtbaar. In 1988 en 2001 werden opgravingen uitgevoerd. Daaruit kwam naar voren dat het kasteel gelegen was op een oeverwal die al in de 12e of 13e eeuw was bewoond. Mogelijk heeft op deze plaats al eerder een hoeve gestaan. Verder kwam de bouwgeschiedenis naar voren. De kern van het kasteel was 14e-eeuws, de voorburcht 15e-eeuws en deze werd omstreeks 1500 nog naar het westen uitgebreid en voorzien van een poortgebouw. Er zijn plannen om dit poortgebouw te reconstrueren. De grachten zijn nog gedeeltelijk in het terrein terug te vinden.

## Externe bron
- Dit kasteel op de website Nederlandse Middeleeuwse Kastelen, Kasteel van Bokhoven

Aldendriel · Asten · Barendonk · De Blauwe Kamer · Blokhuis te Leensel · Blokhuis te Liessel · Blokhuis op Ter Vloet · Bokhoven · Bouvigne · Bronkhorst · Boxmeer · Breda · Kasteel Croy · Cranendonck · De Donk (Someren) · Dommelrode · Dussen · Eckart · Eikenlust · Emmaus · Eymerick · Frisselstein · Gageldonk · Geldrop · Gemert · Groot Kasteel · Klein Kasteel · Groenendaal · De Hattert · Heeswijk · Heeze · Helmond · Henkenshage · Hooghuis op de Schouw · De Laar · Loon op Zand · Markiezenhof · Het Makken · Maurick · Meeuwen · Mierlo · Muggenheuvel · Nemerlaer · Nieuw-Herlaar · Nieuwenroy · Oijen · Onsenoort · Het Oortje · Oud Beijsterveld · Oud-Herlaar · 't Oude Huys · Rijswijk · Seldensate · Slotjes van Oosterhout · Soeterbeek · Stakenborch · Stapelen · Strijdhoef · Strijen · Tilburg · Paleis-Raadhuis · Tongelaar · Walstein · Wamberg · Het Witte Kasteel · Wouw · Zuidewijn · Zwijnsbergen